# 高田橋 (相模川)

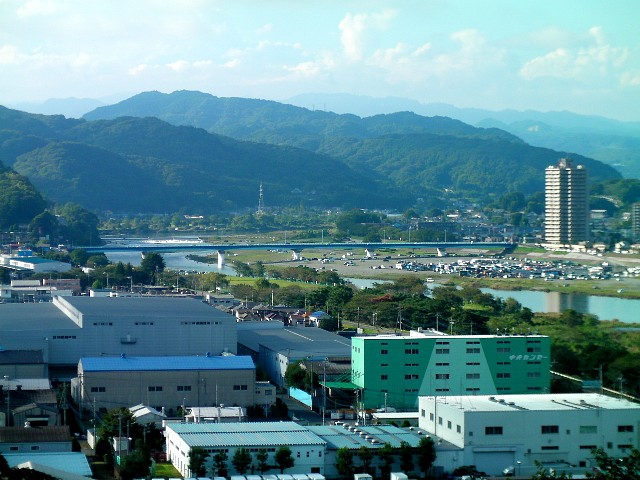
愛川町から望む高田橋

高田橋（たかたばし）は神奈川県愛甲郡愛川町角田と相模原市中央区水郷田名とを結ぶ、相模川に架かる橋。神奈川県道54号相模原愛川線および神奈川県道63号相模原大磯線を通す。かながわの橋100選に選ばれている。ここにはかつて「久所の渡し（田名の渡し）」と呼ばれる渡し船があった。ここで開催される芋煮会は夏の風物詩となっている。

## イベント
- 毎年8月下旬の土曜日には付近で相模原納涼花火大会。8000発の花火が見ることができる
- 2019年まで、ゴールデンウィーク時には泳げ鯉のぼり相模原と題して、相模川の両岸に5本のワイヤーを渡し、約1,200匹の鯉のぼりが掲げられていた。
- 近年、デコトラの集いとして不定期に河川敷に集合して愛車を見せ合う場がある。
- 毎年元旦に、相模原市水泳協会が主催して行われる寒中水泳大会が風物詩となっている。老若男女100人以上が、川に入り１年間の無病息災を祈願して泳ぐ。[2][3]

## 歴史

### 久所の渡しと初代の橋
江戸時代中期に大山講が隆盛し（大山道）、武州から相州大山への参詣者の渡河のために久所（田名）・小沢（高峰）間に渡船が行われていた。
その後高峰村・田名村間の渡船は、神奈川県道として整備された愛川・八王子線の一部となっていたが、度重なる洪水で渡船が流失破壊し、請願や寄付の結果、1924年（大正13年）に竣工、高峰と田名の頭文字を取って、高田橋と命名された。

### 2代目
橋は1925年（大正14年）、県に移管が決定したが、同年の豪雨で流失してしまった。県費により高峰村が請け負い、仮橋が同年竣工。翌1926年（大正15年）には橋脚の起工式が始まったが、その頃相武電気鉄道の愛川村田代に至る経路において、橋を共用する計画が企てられた。しかしその後経済不況により計画は頓挫、橋自体の工事も3年中断し、1929年（昭和4年）8月25日にようやく竣工した。

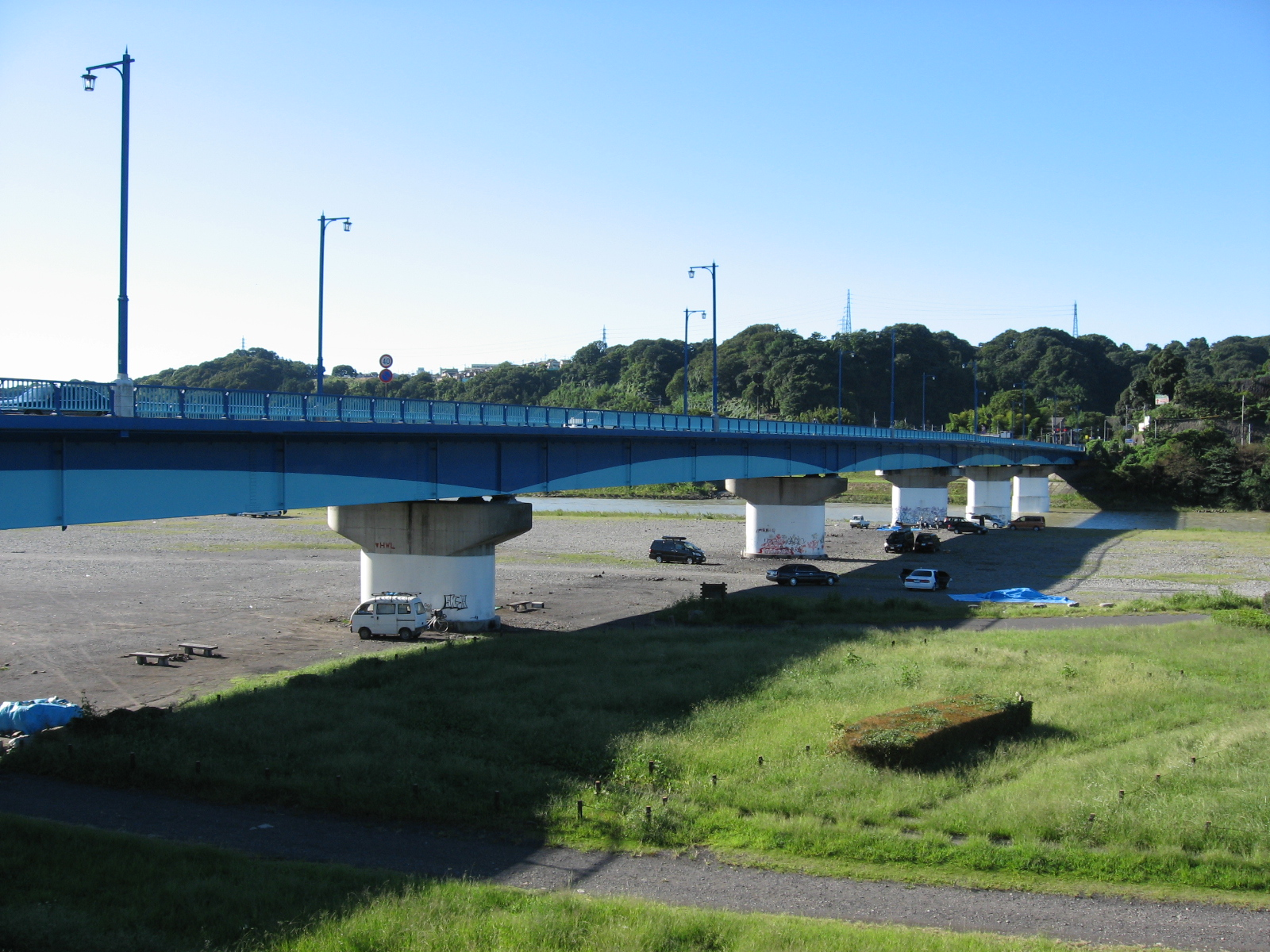
現在の橋

### 3代目
現在の橋は1975年（昭和50年）に完成したものである。田名の側には橋の100選（橋の由来）、篠崎隆像、鮎供養などの碑が並んでいる。

## 概要
- 1975年（昭和50年）完成
- 形式 - 3径間連続鋼箱桁橋・2連
- 橋長 - 342m

## 周辺
- 相模川ふれあい科学館 - 近隣の施設